# メフィストフェレスの肖像
『メフィストフェレスの肖像』（めふぃすとふぇれすのしょうぞう）は、日本のヘヴィメタルバンドである聖飢魔IIの第十二大教典。
魔暦紀元前3年（1996年）6月21日にBMG ビクターのアリオラジャパンレーベルから発布された9作目のオリジナル・アルバム。キューン・ソニーレコードからの移籍第一弾として、前作『PONK!!』（1994年）からおよそ2年振りに発布された大教典であり、作詞はデーモン小暮およびダミアン浜田、ルーク篁、ジェイル大橋が担当、作曲は小暮および浜田、篁、大橋、エース清水、ライデン湯沢が担当、サウンド・プロデュースは松崎雄一、総合プロデュースは聖飢魔II名義となっている。
レコード会社の移籍により低予算での制作を余儀なくされた結果、様々な制限の中でレコーディングが行われた。前年に開催された地球デビュー10周年記念イベント「オール悪魔総進撃」に脱退した元メンバーであるダミアン浜田およびジェイル大橋が参加したことが切っ掛けで本作に両者の制作曲が収録されることになり、また活動初期の世界観を意識した作風の大教典として制作が行われた。
本作はオリコンアルバムチャートにおいて最高位第19位となった。本作からは先行小教典として「野獣」がシングルカットされている。

## 背景
1992年の4月からデーモン小暮は富士フイルムのレンズ付きフィルム「写ルンです」のCMに出演することになる。同CMはCM大賞を獲得することになり、小暮は本来であれば音楽が売れて著名になることが望ましかったと前置きした上で「歴史の中で最もブレイクしたのが、この『写ルンです』だからね。なにしろ大賞なんていうものをとったのは、これだけだからね」と述べている。同CMが好評となった要因をルーク篁が分析し、第五大教典『THE OUTER MISSION』（1988年）の時に大幅にサウンドを変更したことで新たな信者を獲得したことを踏まえ、CMの要素を楽曲にも反映させていく方向性が打ち出されることになった。しかし1993年秋に小暮の女性問題が女性誌で報じられ、11月に小暮は記者会見を行うことになった。報道の内容は小暮と女性の間に子供が誕生したものの小暮は入籍を拒否したというものであり、実子であることを疑っていた小暮側は女性に対して内容証明郵便を送付する事態となった。その後の調査で子供は小暮の実子であることが発覚、小暮は認知したものの入籍は拒否して別の女性と入籍することになった。このスキャンダルは大幅なイメージチェンジを画策していた聖飢魔IIにとって、大きな傷跡を残す結果となった。その最中に発布された第十一大教典『PONK!!』（1994年）であったが、オリコンアルバムチャートにおいては最高位第11位の登場週数5回で売り上げ枚数は5.1万枚となった。同作によって大幅なイメージチェンジを打ち出した聖飢魔IIであったが、スキャンダルの影響により大々的なプロモーションも空回りとなり、新たな信者獲得も出来ずにむしろ負のイメージを助長するという結果になった。また、作風の激変により過去作を好んでいた信者は離れて行き、聖飢魔IIの活動は厳しい状態に置かれることになった。
1995年に入り、聖飢魔IIは契約上もう1枚教典を制作しなければならない状況であったが、曲のストックもなく曲制作を行うモチベーションも失っていたことから、小暮のソロ・アルバムを制作することになった。制作陣として井上陽水や筒美京平、尾崎亜美などが参加したソロ・アルバム『DEMON AS BAD MAN』（1995年）に関して、ディレクターを担当した川面博は「閣下のロックな一面じゃない悪魔脈を使いながら、かつポピュラリティーのある作品にしてヒット曲を作りたい」との方向性で制作されたと述べている。1995年夏には侍従である平野喜久雄の提案により、地球デビュー10周年を記念したミサ「オール悪魔総進撃（サタンオールスターズ）」が行われ、同ミサにはすでに聖飢魔IIを脱退していたダミアン浜田、ジェイル大橋、ゾッド星島、ジード飯島が参加した。同ミサではチケット代に666円を追加徴収しており、その分を同年に発生した阪神・淡路大震災の募金として使用することになった。同時期に所属事務所であるミュージックチェイス内部で軋轢が発生しており、改革を提案する松元浩一と保守的な平野との間で意見が対立する。また同時期に吉本興業が新たに音楽制作部門を設立、吉本興業所属のヘヴィメタルバンドであるSo What?のプロデュースを篁が担当したことを切っ掛けとして、吉本興業から協力依頼が出されたことを受けて松元はミュージックチェイスを退所し吉本興業に所属することになった。その後『PONK!!』が売り上げ不振であったことが原因となり、小教典「赤い玉の伝説（リマスター・ヴァージョン）」（1996年）の発布を最後にデビュー以来所属したソニー・ミュージックから離脱することが決定、それに伴い平野の知り合いでBMGビクター所属であった吉澤博美との話し合いにより同社への移籍が決定することになった。

## 録音、制作
BMGビクターへの移籍が決定した聖飢魔IIであったが、資金も人材も豊富であったソニー・ミュージックから見放されたバンドであったため、同社内では歓迎しない雰囲気が漂っていたと吉澤は述べている。しかし吉澤は一度見ることで聖飢魔IIは理解を得られると判断し、全国各地でスタッフがメンバーと同様のメイクを施して営業を行った結果好評を得ることが出来たという。しかし予算は『PONK!!』制作時の半分以下に抑えられ、吉澤は予算を把握していたものの現場には現れず、レコード会社側の人間が不在のままレコーディングが行われることになった。過去作においては「船頭多くして船進まず」状態であった聖飢魔IIであったが、本作のレコーディングにおいては船頭が一人もいない状態となり、小暮は時間通りにスタジオを訪れては歌唱するだけで帰るという状態になった。同時期にレコーディングにおいてプリプロダクションを本格的に行うようになったが、レコーディングを2回行うような状態に対して篁は煩わしく感じていたことや、本番のレコーディングにおいてリズム録りの最中に構成の不備に気付き、ゼノン石川およびライデン湯沢は「分からないっていうから、プリプロやってるのに、今になって言うなよ!」と憤慨する場面もあったという。石川は選曲会議の際にスタッフに聴かせるためにプリプロダクションが必要になったと述べており、「以前にも増して曲をたくさん作って、いっぱい曲を作った中から厳選するようなシステムになっているから、選曲会議もいっぱいやる。それでデモテープやプリプロが必要になって来たわけだ」と述べている。
当時の聖飢魔IIに対して吉澤は「基本的にはレコードよりもミサでコアなファン、信者がいてくれるような教典作りをしていけば道は開かれる。それを売れなくなったからと言って、いろんな新しいことをやろうとすると、いっそう奈落の底に落ちるようなものだから、当時の原点に戻ろうよという話はしてたね」と述べている。本作にはかつて浜田が制作したものの発布されずにいた「野獣」が収録された他、浜田の新曲となる「メフィストフェレスの肖像」および「凍てついた街」も収録され、大橋の書き下ろしとなる「悪魔のブルース」も収録されることになった。しかし「ダミアン殿下の悪魔ワールドではない新しい聖飢魔II」を追求してきた構成員にとっては古いイメージの作品となり評判が悪く、過去作において必ず自らの意見を述べていた小暮が「最も関与しなかった（作品）」と述べ、さらに篁はSo What?のプロデュースのため本作には注力していない状態であった。また篁は本作の方向性については否定的であり、「それは後ろ向きの考え方であって、なくなったものを取り戻すという発想ではなくて、新しいものをとりにいけばいいのに」と発言していた。また、本作において採用されたエース清水の制作曲は過去作において没にされたものであったと述べている。平野は本作において聖飢魔IIの存在意義を見つめ直した際に、ハードロックやヘヴィメタルというベースを取り戻すために浜田の楽曲を収録することを決定したが、「そういったところが現役構成員にとっては、気にいらなかったんだろうね」と述べている。

## 音楽性と歌詞
本作において小暮は作詞は行ったもののプロデュース的な観点ではアイデアを出していないと述べている。また、11曲中4曲をすでに脱退している構成員による制作曲を収録したことに関して、小暮は「離れて行った信者を呼び戻そうという作戦だった」と述べている。清水はレコーディングが厳しい状況に置かれていたと述べ、常に経費削減を意識しながらの作業に閉口する場面もあったが、過去作において売り上げを上げられなかったことについて言及されると何も言えない状態に陥っていたとも述べている。「悪魔のブルース」について清水は面白い曲ではあると認めたものの自身が歌唱することについては疑問に思っていたが、「結局それも何かのセールス・ポイントにしたかったんだろうね。要するに、付加価値みたいなもので何とかしなきゃって。レコード会社も事務所も七転八倒してたね」と述べている。その他、清水は本作収録曲の中で「GREAT DEVOTION」が最も気に入っていると発言し、「PAINT ME BLACK」についてはスロー・テンポでありながらロック色の強い楽曲であり、「重たくて物悲しいメロディーがよくぞ書けたっていう、自分の中でハナマルが付いている」と自画自賛している。
篁は前作から行き詰まりが始まり本作が行き詰まりの終盤に当たると述べている。当時の聖飢魔IIはソニー・ミュージックから離脱したものの他のレコード会社には移籍を断られている状態であり、その最中で平野から「人気のあった頃のことをやろう」と提案され、浜田や大橋による制作曲を収録することになったが、篁は「とりあえずガタガタになりながらも一所懸命やって来たヤツらが、そんなことニコニコしながらやれるわけがない」と当時の境遇を述べた上で、自らはSo What?のレコーディングに注力していたと述べている。そのような状況においても篁は作曲については充実期であったと述べた上で、「GREAT DEVOTION」および「HOLY BLOOD 〜闘いの血統〜」は自信作であると述べている。石川はレコーディングの方法が「あまりにもチープ」であったと述べており、打ち込みのベーシックなシーケンスに合わせてベースを最初に録音し、その後にドラムスやギターを重ねていくことで経費削減になると言われたが、ドラムスの録音前にベースのテイクにOKが出てしまうことに違和感を覚えたという。結果としてドンカマチックに合わせて弾いたベースは湯沢によるドラムス演奏と合わず、数曲はドラムス録音の後にベースを弾き直したため二度手間になったと石川は述べている。湯沢は本作のレコーディングは家内制手工業的なものであったと述べ、曲によってはギターとベースの録音が終了した後にドラムス録音という順序になっていたことに苦言を呈している。

## リリース、チャート成績、批評
| 専門評論家によるレビュー | 専門評論家によるレビュー |
| レビュー・スコア         | レビュー・スコア         |
| 出典                     | 評価                     |
| ------------------------ | ------------------------ |
| CDジャーナル             | 肯定的                   |

本作は魔暦紀元前3年（1996年）6月21日にBMG ビクターのアリオラジャパンレーベルからCDにて発布された。本作の帯に記載されたキャッチフレーズは「2年ぶり待望の大教典ここに発布さる! これを聴かないと不穏な世紀末を乗り越えられなひ! ダミアン浜田（殿下）・ジェイル大橋も詞・曲にて参加 ボーナストラック1曲を含む入魂の超ド級11曲入!」であった。本作は初回限定盤のみハードカバー仕様となっており、また本作からは同年5月22日に先行小教典として「野獣」がシングルカットされた。本作はオリコンアルバムチャートにおいて最高位第19位の登場週数3回で売り上げ枚数は3.2万枚となった。本作は構成員の中での評価は賛否両論となったが、移籍第一弾ということもありBMGビクター側もプロモーションに注力し、悪魔ワールドを支持する熱心な信者の間では好評となった。しかし、レコーディング環境の問題や内容について構成員と平野の間で軋轢が生じる結果となった。
本作に対する評価として、音楽情報サイト『CDジャーナル』ではレコード会社移籍について言及した他、聖飢魔IIが以前と変わらずエンターテインメント色が濃いと指摘した上で、「おどろおどろしい世界観も卓越した演奏テクニックによって見事に構築されている」と肯定的に評価、さらに旧メンバーである浜田と大橋が歌詞および楽曲を提供している点も話題になっていると記している。
魔暦17年（2015年）8月26日にBMG在籍時の聖飢魔IIのオリジナル大教典4作が復刻された際に、本作もデジタル・リマスター盤のBlu-spec CD2仕様にて再リリースされた。

## 収録曲
- CDブックレットに記載されたクレジットを参照[27]。5曲目は表記はないものの大教典バージョンになっている。また11曲目は清水がボーカルを担当しており、ブックレットに曲名や歌詞が明記されているもののボーナス・トラック扱いとなっている。

| #         | タイトル                                              | 作詞         | 作曲         | 編曲      | 時間  |
| --------- | ----------------------------------------------------- | ------------ | ------------ | --------- | ----- |
| 1.        | 「地獄の皇太子は二度死ぬ」                            | デーモン小暮 | ルーク篁     | 松崎雄一  | 4:15  |
| 2.        | 「凍てついた街」                                      | ダミアン浜田 | ダミアン浜田 | 松崎雄一  | 4:39  |
| 3.        | 「GREAT DEVOTION」                                    | ルーク篁     | ルーク篁     | 松崎雄一  | 4:16  |
| 4.        | 「PAINT ME BLACK」                                    | デーモン小暮 | エース清水   | 松崎雄一  | 5:29  |
| 5.        | 「野獣」                                              | ダミアン浜田 | ダミアン浜田 | 松崎雄一  | 5:22  |
| 6.        | 「メフィストフェレスの肖像」                          | ダミアン浜田 | ダミアン浜田 | 松崎雄一  | 5:57  |
| 7.        | 「WHO KILLS DEMON? 〜誰が悪魔を亡きものにするのか〜」 | デーモン小暮 | エース清水   | 松崎雄一  | 4:45  |
| 8.        | 「黒服のあいつ」                                      | デーモン小暮 | デーモン小暮 | 松崎雄一  | 4:22  |
| 9.        | 「サロメは還って殺意をしるし」                        | デーモン小暮 | ライデン湯沢 | 松崎雄一  | 4:37  |
| 10.       | 「HOLY BLOOD 〜闘いの血統〜」                         | ルーク篁     | ルーク篁     | 松崎雄一  | 4:46  |
| 11.       | 「悪魔のブルース」                                    | ジェイル大橋 | ジェイル大橋 | 松崎雄一  | 4:59  |
| 合計時間: | 合計時間:                                             | 合計時間:    | 合計時間:    | 合計時間: | 53:27 |

## スタッフ・クレジット
- CDブックレットに記載されたクレジットを参照[28]。

### 聖飢魔II
- デーモン小暮 – ボーカル
- エース清水 – ギター、ボーカル、コーラス
- Sgt.ルーク篁III世 – ギター、コーラス
- ゼノン石川 – フェンダー・ベース、コーラス
- ライデン湯沢 – ドラムス、コーラス

### 参加ミュージシャン
- 松崎雄一 – キーボード、シンセサイザー・プログラミング

### 録音スタッフ
- 松崎雄一 – サウンド・プロデューサー
- 聖飢魔II – プロデューサー
- 吉澤 "GOKABO" 博美（BMGビクター） – ディレクター
- ナスティー平野（ミュージックチェイス） – ディレクター
- 中川直彦 – レコーディング・エンジニア – アシスタント・エンジニア
- しおたあつし（スタジオテイクワン） – アシスタント・エンジニア
- 関根青磁（ビクタースタジオ） – アシスタント・エンジニア
- 金井光晴 (AVACO CREATIVE STUDIO) – アシスタント・エンジニア
- 勝田耕史（ビデオサンモール） – アシスタント・エンジニア
- 小泉由香（サイデラ・マスタリング） – マスタリング・エンジニア
- 松本登 (AVACO CREATIVE STUDIO) – レコーディング・コーディネーター
- HIRO – ドラム・サウンド・プロデュース
- ボブ・ダイヤ – 英語スーパーバイザー

### 美術スタッフ
- 川崎三木男 – クリエイティブ・ディレクション
- おくむらあきこ – クリエイティブ・コーディネーター
- 原神一 – アート・ディレクション
- 山下慶一 (RICE) – デザイナー
- 宅間國博 – 写真撮影
- 板垣美香 – スタイリスト
- BOND KAWAKAMI (JAP FACTORY) – コスチューム・デザイン
- BOND GIRL TAKANO (JAP FACTORY) – コスチューム・デザイン
- もりた "BUSUMANIA" さとし – マネージャー
- くすはら "KONZERN" たかし – クルー
- NAZENARABA IMAHASHI – クルー

### その他スタッフ
- いしぐろまさゆき – アーティスト・プロモーション
- 渡辺邦弘 – セールス・プロモーター
- ラディック・ムッサー – スペシャル・サンクス
- コルグ – スペシャル・サンクス
- キラーギターズ – スペシャル・サンクス
- Regal Tip（英語版） – スペシャル・サンクス
- ATELIER Z – スペシャル・サンクス
- キャパリソン – スペシャル・サンクス
- イスタンブール – スペシャル・サンクス
- 庄司孝之 – スーパーバイザー
- 蛎崎広柾 – スーパーバイザー
- 広瀬将俊（BMGビクター） – エグゼクティブ・プロデューサー
- ナスティー平野 – エグゼクティブ・プロデューサー
- ダミアン浜田 – スペシャル・サンクス

### リイシュー盤スタッフ
- 山内聡（ソニー・ミュージックダイレクト） – A&R
- 内田孝弘 (FLAIR MASTERING WORKS) – マスタリング・エンジニア
- やまもとあき（ソニー・ミュージックコミュニケーションズ） – プロダクト・コーディネーション
- 中島健作 (BLANCHIC) – アートワーク・リファインメント
- 松元浩一（よしもとクリエイティブエージェンシー） – アーティスト・マネージメント
- くすはらたかし（よしもとクリエイティブエージェンシー） – アーティスト・マネージメント

## リリース日一覧
| No. | リリース日    | レーベル                                 | 規格         | カタログ番号 | 備考                   | 出典                |
| --- | ------------- | ---------------------------------------- | ------------ | ------------ | ---------------------- | ------------------- |
| 1   | 1996年6月21日 | BMG ビクター／Ariola                     | CD           | BVCR-754     |                        | [ 8 ] [ 24 ] [ 29 ] |
| 2   | 2015年8月26日 | ソニー・ミュージックダイレクト／GT music | BSCD2        | MHCL-30318   |                        | [ 30 ] [ 31 ]       |
| 3   | 2015年8月26日 | ソニー・ミュージックダイレクト           | AAC-LC       | -            | デジタル・ダウンロード | [ 32 ]              |
| 4   | 2015年8月26日 | ソニー・ミュージックダイレクト           | ロスレスFLAC | -            | デジタル・ダウンロード | [ 33 ]              |